# Kamen Goranov
Kamen Goranov (né le 7 juin 1948) est un lutteur bulgare spécialiste de la lutte gréco-romaine ayant participé aux Jeux olympiques d'été de 1976. Il remporte lors de cette compétition la médaille d'argent.

## Palmarès

### Jeux olympiques
- Jeux olympiques de 1976 à Montréal,  Canada
  -  Médaille d'argent.